# 陳尚書
陳尚書（?—?），贵州織金人，清朝政治人物。同進士出身。
乾隆十九年（1754年）甲戌科進士，三甲一百六十一名。曾官江西瑞金同知。